# Германия на «Евровидении-1984»
Германия принимала участие в Евровидении 1984, проходившем в Люксембурге. На конкурсе её представляла Мэри Роос с песней «Rücksicht», выступавшая под номером 14. В этом году страна заняла 13-е место, получив 34 балла. Комментатором конкурса от Германии в этом году был Адо Шлер, глашатаем — Керстин Швейгофер.

## Национальный отбор
Национальный отбор проходил в Мюнхене. Случайно выбранные 500 человек голосовали за понравившуюся песню. Каждый из них мог отдать баллы от 1 до 12 каждой песне в зависимости от предпочтения.
| Номер | Артист           | Песня                        | Голоса | Место |
| ----- | ---------------- | ---------------------------- | ------ | ----- |
| 1     | «Cosi and Relax» | «O, i woaß net»              | 2949   | 9-е   |
| 2     | Юрген Ренфордт   | «Als die Erde war geboren»   | 3035   | 8-е   |
| 3     | «Harmony Four»   | «Tingel Tangel Mann»         | 3852   | 3-е   |
| 4     | Меделин          | «Halt mich fest»             | 2674   | 11-е  |
| 5     | Гельмут Фрей     | «Hier ist einer zuviel»      | 3072   | 7-е   |
| 6     | Георги Лода      | «Jeder muß sein Leben leben» | 3350   | 6-е   |
| 7     | Фрэнк Дениэл     | «Wo warst Du, als ich starb» | 2699   | 10-е  |
| 8     | Мэри Роос        | «Aufrecht geh’n»             | 4124   | 1-е   |
| 9     | Пас де Бас       | «Primaballerina»             | 2599   | 12-е  |
| 10    | «Monitor»        | «Mensch aus Glas»            | 3754   | 4-е   |
| 11    | Анна Карин       | «Niemand»                    | 3669   | 5-е   |
| 12    | Бернард Бринк    | «Liebe ist»                  | 4003   | 2-е   |

## Страны, отдавшие баллы Германии
Каждая страна оценивает 10 участников оценками 1-8, 10, 12.
| 7 баллов | 6 баллов | 5 баллов              | 4 балла | 2 балла                     | 1 балл  |
| -------- | -------- | --------------------- | ------- | --------------------------- | ------- |
| Норвегия | Бельгия  | Нидерланды Португалия | Франция | Италия Дания Великобритания | Австрия |

## Страны, получившие баллы от Германии
| 12 баллов | Швеция         |
| 10 баллов | Ирландия       |
| 8 баллов  | Португалия     |
| 7 баллов  | Великобритания |
| 6 баллов  | Италия         |
| 5 баллов  | Дания          |
| 4 балла   | Бельгия        |
| 3 балла   | Югославия      |
| 2 балла   | Норвегия       |
| 1 балл    | Финляндия      |